# Brothers of War - Sotto due bandiere
Brothers of War - Sotto due bandiere (태극기 휘날리며?, Taegukgi hwinallimyoLR; lett. "La Taegukgi sventola") è un film del 2004 diretto da Kang Je-gyu.

## Trama
Due fratelli vengono arruolati forzatamente nell'esercito sudcoreano allo scoppio della Guerra di Corea.

## Premi e candidature
| Anno | Premio                     | Categoria                       | Ricevente                             | Risultato       |
| ---- | -------------------------- | ------------------------------- | ------------------------------------- | --------------- |
| 2004 | Blue Dragon Film Awards    | Miglior film                    |                                       | Candidato/a     |
| 2004 | Blue Dragon Film Awards    | Miglior regista                 | Kang Je-gyu                           | Candidato/a     |
| 2004 | Blue Dragon Film Awards    | Miglior attore                  | Jang Dong-gun                         | Vincitore/trice |
| 2004 | Blue Dragon Film Awards    | Miglior attore non protagonista | Gong Hyung-jin                        | Candidato/a     |
| 2004 | Blue Dragon Film Awards    | Miglior fotografia              | Hong Kyung-pyo                        | Vincitore/trice |
| 2004 | Blue Dragon Film Awards    | Miglior musica                  | Lee Dong-jun                          | Candidato/a     |
| 2004 | Blue Dragon Film Awards    | Miglior direzione artistica     | Shin Bo-kyeong                        | Candidato/a     |
| 2004 | Blue Dragon Film Awards    | Migliori effetti visivi         |                                       | Vincitore/trice |
| 2004 | Blue Dragon Film Awards    | Miglior sceneggiatura           | Kang Je-gyu, Han Ji-hun, Kim Sang-don | Candidato/a     |
| 2004 | Premio Daejong             | Miglior fotografia              | Hong Kyung-pyo                        | Vincitore/trice |
| 2004 | Premio Daejong             | Miglior direzione artistica     | Shin Bo-kyeong                        | Vincitore/trice |
| 2004 | Premio Daejong             | Migliori effetti sonori         | Lee Tae-kyu, Kim Suk-won              | Vincitore/trice |
| 2004 | Paeksang Arts Awards       | Miglior film                    |                                       | Vincitore/trice |
| 2005 | Asia-Pacific Film Festival | Miglior film                    |                                       | Vincitore/trice |
| 2005 | Asia-Pacific Film Festival | Miglior regista                 | Kang Je-gyu                           | Vincitore/trice |